# Nicolas Chorier
Pour les articles homonymes, voir Chorier.
Nicolas Chorier (1er septembre 1612 à Vienne (Isère) - 14 août 1692 à Grenoble) est un avocat, écrivain et historien français.

## Biographie
Après des études de droit civil à l'université de Valence, Nicolas en sort diplômé en 1640. Il se marie, deux ans plus tard à Lyon et s'installe comme avocat à Vienne de 1643 à 1659.
À la fin de l'année 1659, il s'installe à Grenoble comme avocat puis achète une charge de procureur du roi. Il mène une vie studieuse de juriste et d'historien, ce qui ne l'empêcha pas d'être accusé de concussion mais blanchi et acquitté en 1675.
Il meurt en 1692, « après certains ennuis non tous étrangers à ses ouvrages ».

## Son activité littéraire
Il est connu surtout pour ses ouvrages historiques sur le Dauphiné, dont Histoire générale de Dauphiné, la première histoire du Dauphiné jamais publiée, ainsi que pour sept dialogues saphiques et érotiques intitulés L'Académie des dames, ou les Sept entretiens galants d'Alosia.

### Historien du Dauphiné
Nicolas Chorier, considéré par certains comme le premier historien du Dauphiné, a écrit notamment Histoire générale de Dauphiné, premier ouvrage (en deux volumes) consacré à l'histoire de cette région.

### L'Académie des dames

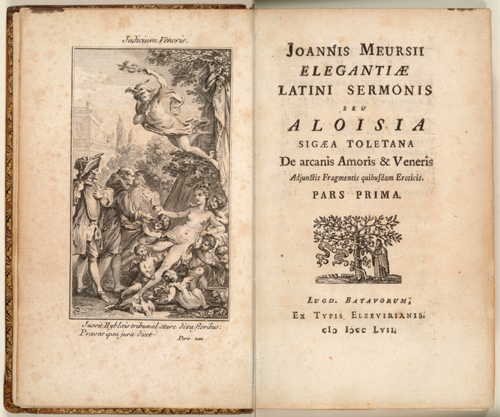
L'Académie des dames.
Édition latine parue à Leyde en 1757.

Ce livre apparut tout d'abord sous forme d'un manuscrit en latin sous le titre de Aloisiæ Sigeæ, Toletanæ, Satyra sotadica de arcanis amoris et Veneris, Aloisia hispanice scripsit, latinitate donavit Joannes Meursius V. C..
L'original en avait prétendument été écrit en espagnol par Aloysia ou Luisa Sigea, poétesse érudite et fille d'honneur à la cour de Lisbonne, puis traduit ensuite en latin par un certain Jean ou Joannes Meursius, humaniste hollandais. Son attribution à Sigea était une supercherie et le personnage de Meursius n'était qu'une pure invention. Cette Satire sotadique sur les arcanes de l'Amour et de Vénus circula au début du XVIIIe siècle dans les milieux libertins et connut plusieurs éditions en latin sous des titres différents. Il fut traduit plusieurs fois en français, notamment par Jean Terrasson en 1750, et de nombreuses fois en anglais.
L'Académie des dames se présente comme une série de dialogues entre Tullia, dame italienne de vingt-six ans, épouse de Callias, qui se charge de l'initiation sexuelle de sa jeune cousine, Ottavia, à qui elle déclare :

« Ta mère m'a demandé de te découvrir les secrets les plus mystérieux du lit nuptial et de t'apprendre ce que tu dois être avec ton mari, ce que ton mari sera aussi, touchant ces petites choses pour lesquelles s'enflamment si fort les hommes. Cette nuit, pour que je puisse t'endoctriner sur tout d'une langue plus libre, nous coucherons ensemble dans mon lit, dont je voudrais pouvoir dire qu'il aura été la plus douce lice de Vénus. »

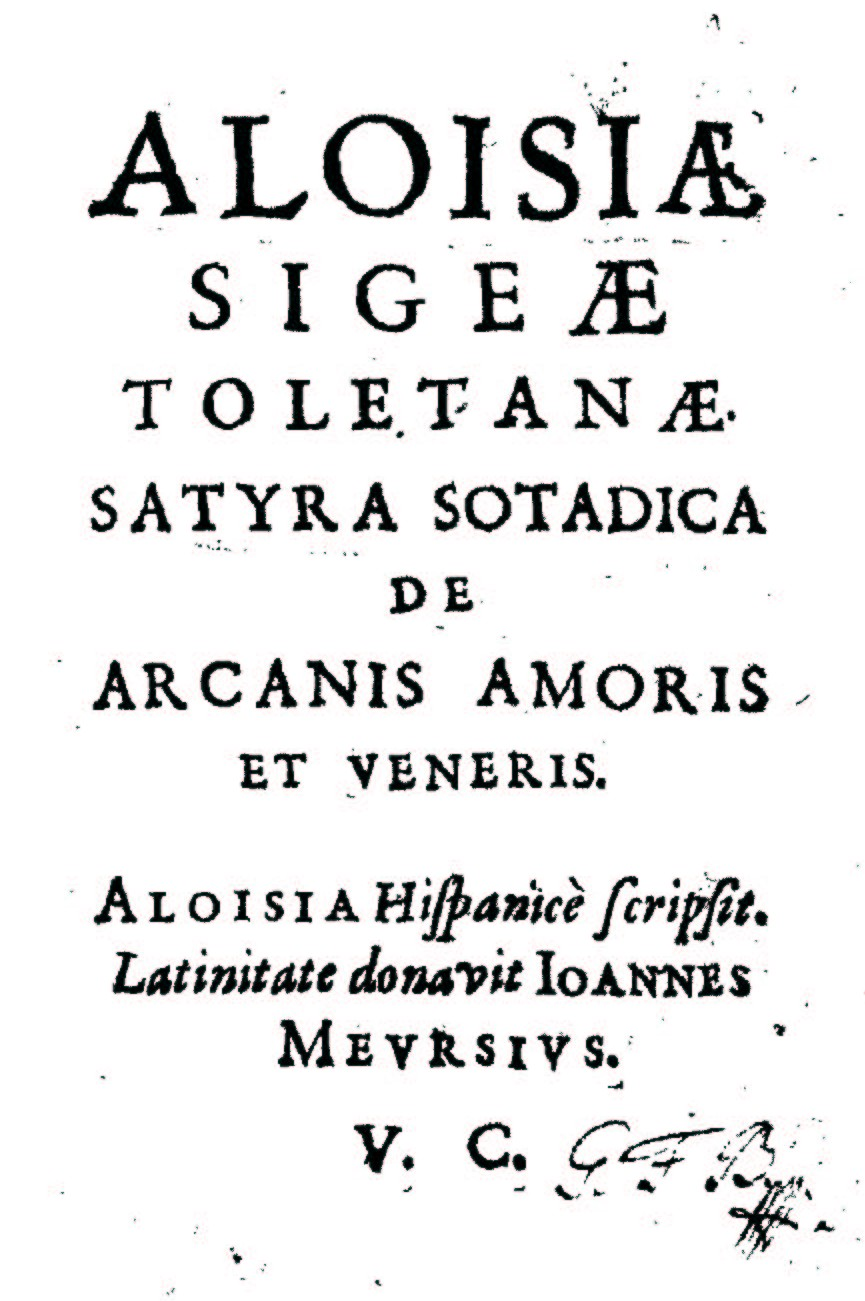
Page de titre de l'édition princeps de Aloisiæ Sigeæ, Toletanæ, Satyra sotadica de arcanis amoris et Veneris, Aloisia hispanice scripsit, latinitate donavit Joannes Meursius V. C.

L'initiation se fera sous la forme de sept dialogues entre les deux cousines.
1. L'Escarmouche ou préparation au mariage.
2. Tribadicon qui initie aux plaisirs saphiques.
3. Anatomie avec la découverte des mots, des instruments et de la mécanique de l'amour.
4. Le duel qui narre les joies du coït.
5. Voluptés avec la comparaison du mariage et du tribadisme.
6. Façons et figures[8] ou découverte de l'amour en groupe.
7. Fescinini ou historiettes composé d'anecdotes et de récits sur l'art d'aimer.

### L'élève dépasse le maître
Il se dégage de cet ouvrage, dont l'élégance du style impressionna Guillaume Apollinaire, une « philosophie sexuelle très clairvoyante et très pratique, émaillée de maximes d'une morale sage ».
André Berry, son biographe et préfacier, considère que Nicolas Chorier est supérieur à l'Arétin.

« C'est, en effet, cette philosophie, cette morale alors si audacieuses qui assurent à Chorier sur l'Arétin même dont il s'inspire jusqu'à être le pendant français, une supériorité indéniable. »

Ce lauréat du Grand prix de Poésie de l'Académie française explique que cet ouvrage contient « les pages voluptueuses les plus élégantes qui aient jamais été écrites, à côté des pages les plus plaisantes qui aient jamais fait voir en peinture la luxure comique ».

## Œuvres
Ouvrages historiques
- Les recherches du sieur Chorier sur les antiquitez de la ville de Vienne, métropole des Allobroges (1658)
- Histoire généalogique de la maison de Sassenage, branche des anciens comtes de Lion et de Forests (1669)
- Histoire générale de Dauphiné en deux tomes (1661) et (1672). Réédition : 1971.
- L’Estat politique de la province de Dauphiné, supplément à l’Estat politique du pays de Dauphiné (1671-72)
- Histoire de Dauphiné, abrégée pour monseigneur le Dauphin (1674)
- Le Nobiliaire de la province de Dauphiné, chez François Champ, libraire à la place St. André, aux trois vertus, 1697. Lire en ligne. C'est l’Estat politique de la province de Dauphiné avec un nouveau titre.
- Vie d'Artus Prunier de Saint-André, conseiller du Roy en ses conseils d'Estat et privé, premier président aux parlements de Provence et de Dauphiné (1548-1616), d'après un manuscrit inédit de Nicolas Chorier, publié avec introduction, notes, appendices et la correspondance inédite de Saint-André, par Alfred Vellot (1880)

Mémoires
- Nicolai Chorerii Viennensis J. C. Adversariorum de vita et rebus suis libri III (1847)
- Mémoires de Nicolas Chorier sur sa vie et ses affaires, traduits des trois livres en texte latin insérés dans le 4e volume du « Bulletin de la Société de statistique du département de l'Isère », par Félix Crozet (1868)

Éditions modernes de l'Académie des dames
- Dialogues de Louisa Sigea ou Satire sotadique de Nicolas Chorier, prétendue écrite en espagnol par Louisa Sigea et traduite en latin par Jean Meursius, édition mixte franco-latine [par Alcide Bonneau], 4 vol. Paris, Isidore Liseux, 1881.
- Les Dialogues de Louisa Sigea sur les arcanes de l'amour et de Vénus, ou Satire sotadique de Nicolas Chorier, prétendue écrite en espagnol par Luisa Sigea et traduite en latin par Jean Meursius. Texte latin revu sur les premières éditions et traduction littérale, la seule complète, par le traducteur des Dialogues de Pietro Aretino [Alcide Bonneau]. Paris, Isidore Liseux, 1882 (« Musée secret du Bibliophile », n° 1, 4 vol. in-8°).
- Nicolas Chorier, Satyre sotadique de Luisa Sigea sur les arcanes de l’amour et de Vénus en sept dialogues. L’Escarmouche – Tribadicon – Anatomie – Le Duel - Voluptés – Amours – Fescennins, Introduction par B. de Villeneuve, Imp. Orléanaise. Bibliothèque des Curieux, Paris, s.d.
- Des secrets de l'amour et de Vénus, satire sotadique de Luisa Sigea, de Tolède, par Nicolas Chorier, préface d'André Berry, Éditions l'Or du Temps, 1959.
- L'Académie des dames ou la Philosophie dans le boudoir du Grand Siècle, dialogues érotiques présentés par Jean-Pierre Dubost, Éditions Philippe Picquier, Arles, 1999.
- en bandes dessinées : L'Académie des dames, tome 1 : Tribadicon, mise en scène et dessins d'Emmanuel Murzeau d'après l'œuvre de Nicolas Chorier, Éditions Tabou-BD, 2018,  (ISBN 978-2-35954-133-5).